# Eric Winogradsky
Éric Winogradsky (n. 22 de abril de 1966 en Neuilly-sur-Seine) es un ex tenista profesional francés. Nunca alcanzó una final en torneos de individuales de la ATP, pero tuvo major juego en dobles, ganando dos torneos y quedando finalista del Torneo de Roland Garros de 1989.
Es el exentrenador de Jo-Wilfried Tsonga.

## Títulos en Dobles (2)
| Leyenda                |
| Grand Slam (0)         |
| Tennis Masters Cup (0) |
| ATP Masters Series (0) |
| ATP Tour (2)           |

| No. | Fecha                | Torneo             | Superficie    | Pareja          | Oponentes en la final        | Marcador |
| 1.  | 9 de octubre de 1989 | Toulouse, Francia  | Carpeta       | Mansour Bahrami | Todd Nelson Roger Smith      | 6–2, 7–6 |
| 2.  | 30 de julio de 1990  | Kitzbühel, Austria | Tierra baitda | Javier Sánchez  | Francisco Clavet Horst Skoff | 7–6, 6–2 |

### Finalista  (2)
| No. | Fecha                 | Torneo                  | Superficie    | Pareja          | Oponentes en la final         | Marcador              |
| 1.  | 29 de mayo de 1989    | Torneo de Roland Garros | Tierra batida | Mansour Bahrami | Jim Grabb Patrick McEnroe     | 6–4, 2–6, 6–4, 7–6(5) |
| 2.  | 30 de octubre de 1989 | París, Francia          | Carpeta       | Jakob Hlasek    | John Fitzgerald Anders Järryd | 7–6, 6–4              |